# Enea Pavani
Enea Pavani (Cortina d'Ampezzo, 24 ottobre 1920 – Cortina d'Ampezzo, 4 ottobre 1998) è stato un giocatore di curling italiano, atleta del Curling Club Tofane.
Inizia l'attività agonistica con il Curling Club 66 Cortina per poi passare al Curling Club Tofane. 
Ha vinto otto volte il campionato italiano assoluto di curling.
Ha fatto parte della nazionale italiana di curling, partecipando a 7 mondiali e 5 europei.
Nel 1979 Pavani vince la medaglia di bronzo al campionato europeo di curling che quell'anno si disputò a Varese, in Italia. Questo è il miglior risultato ottenuto fino ad ora dalla nazionale italiana di curling maschile.
Entrambi i suoi figli, Andrea Pavani e Marina Pavani, proseguiranno l'attività agonistica del padre.